# تمار أفاكيان
تمار أفاكيان(1 يناير 1978) عارضة أزياء ممثلة وإعلامية لبنانية من أصل أرمني.

## حياتها
ولدت لعائلة أرمنية عاشت فترة من حياتها في فرنسا، تحمل شهادة في الإعلان والتسويق.

### حياتها الأسرية
عام 2002، تزوجت من ملك جمال لبنان ستيف باسمادجيان ولها منه طفلان صبي يدعي “انزو” وفتاة تدعى ” سييلا” لكنهما انفصلا.

## مشوارها المهني
بدايتها كانت في عرض الأزياء وبعدها انتقلت إلى فرقة رماح الاستعراضية دخلت المجال الاعلامي، عن طريق الصدفة، بعد ان عرض عليّ المخرج نيكولا صبّاغة العمل مراسلة للبرنامج خصوصاً بعدما شاهدها ترقص مع فرقة «رماح» في إحدى حلقات برنامج «جار القمر» التي استضافت الراقصة فيفي عبدو". إنضمت لبرنامج عيون بيروت الذي يُعرض على قناة اليوم لتصبح واحدة من أسرة هذا البرنامج الذي تعرضه شبكة أوربت الإعلامية” قدمت بعدها العديد من البرامج 
عام 2017 شاركت الفنان اللبناني مارك عبد النور أغنيته المصورة “ملكة قلبي” من إخراج «سام كيال»

## أعمالها

### البرامج التي قدمتها
| البرنامج   | عرض على    |
| ---------- | ---------- |
| ريلاكس     | قناة اليوم |
| شرفتونا    | قناة اليوم |
| عالسمع     | قناة اليوم |
| عيون بيروت | قناة اليوم |

### في التمثيل
| سنة الإنتاج | المسلسل              | الشخصية |
| ----------- | -------------------- | ------- |
| 2019        | العاصي -البيت الأبيض | زينة    |
| 2020        | العودة               | [ 6 ]   |
| 2020        | DNA                  |         |